# Кравчук Юрій Вячеславович
Ю́рій Вячесла́вович Кравчу́к (нар. 6 квітня 1994, Одеса, Україна) — український футболіст, центральний захисник сумської «Вікторії».

## Життєпис
Вихованець одеського «Чорноморця». Дорослу футбольну кар'єру розпочав у «Чорноморці-2», у футболці якого дебютував 23 липня 2011 року в програному (1:2) виїзному поєдинку 1-го туру групи А Другої ліги проти «Єдності». Юрій вийшов на поле в стартовому складі, на 49-й хвилині отримав жовту картку, а на 52-й хвилині його замінив Андрій Додік. У першій частині сезону 2011/12 зіграв 12 матчів у Другій лізі. У 2012 році перебрався до аматорського на той час одеського СКА. У першій частині сезону 2012/13 років зіграв 12 матчів у Другій лізі.
У 2015 році перейшов до одеської «Жемчужини», у складі якої виступав в аматорському чемпіонаті України.
Наприкінці лютого 2017 року перебрався в «Гірник-Спорт». 8 травня 2018 року під час поєдинку проти петрівського «Інгульця» зламав лицьову кістку обличчя. Дебютним голом на професійному рівні відзначився 28 квітня 2018 року на 89-й хвилині переможного (3:2) домашнього поєдинку 30-го туру Першої ліги проти «Оболонь-Бровара». Юрій вийшов на поле в стартовому складі та відіграв увесь матч. У «Гірник-Спорті» відіграв неповні три сезони, за цей час у Першій лізі зіграв 88 матчів (3 голи), ще 5 матчів (1 гол) провів у кубку України.
На початку лютого 2020 року відправився в однорічну оренду до «Львова». Дебютував у футболці «городян» 13 червня 2020 року в програному (0:2) виїзному поєдинку 26-го туру Прем'єр-ліги проти донецького «Олімпіка». Юрій вийшов на поле на 84-й хвилині, замінивши Сергія Борзенка. За команду зіграв 15 матчів.
На початку березня 2021 року підписав контракт з ФК «Метал», який у червні того ж року було перейменовано на «Металіст».